# Доходный дом Воробьёва
Доходный дом Воробьёва — памятник архитектуры во Владикавказе, Северная Осетия. Выявленный объект культурного наследия России и культурного наследия Северной Осетии. Находится в историческом центре города на углу улиц Ленина, д. 8 и Бутырина, д. 7.

## История
Трёхэтажное здание в стиле модерн построено в начале XX века на пересечении улиц Воронцовской и Лорис-Меликовской по проекту городского архитектора И. В. Рябикина. Заказчиком строительства был нефтепромышленник, собственник лесопильного завода Воробьёва, владевший особняком на Александровском проспекте. Дом предназначался для сдачи в аренду жилых помещений состоятельным квартиросъёмщикам. В здании находилось всего 6 квартир.
С 1920-х годов в здании находились ЧК, ГПУ, НКВД и КГБ по Северной Осетии. В 1920—1950-е годы в здании содержались жертвы сталинских репрессий. Здесь были расстреляны многие общественные деятели, представители науки, литературы и культуры Северной Осетии.
С середины 1950-х годов в здании находилась Школа искусств и с 1990 года — Министерство образования и науки Северной Осетии.

## Архитектура
Отличающимся украшением главного фасада являются лепные вензеля. Цоколь сделан из естественного камня, стены — из красного кирпича. Между окнами второго и третьего этажей находятся лепные вставки. Под угловым балконом второго этажа находится лепное украшение в виде чёрного орла с распростёртыми крыльями. Со стороны улицы Ленина находятся оригинальные каретные ворота во внутренний двор. Верхняя часть ворот украшена советскими символами Серп и молот и двумя пятиконечными звездами. Серп и молот укреплён на оставшихся лапах располагавшегося ранее на его месте российского Двуглавого орла.
На фасаде со стороны улицы Бутырина находится мемориальная доска жертвам политических репрессий скульптора Михаила Дзбоева. Установлена в 1999 году.
Согласно владикавказскому архитектору Сослану Цаллагову в наше время было «утрачено навершие одного из красивейших в городе зданий — здания на пересечении улиц Ленина,8 — Бутырина,7».

## Галерея

Мемориальная доска жертвам политических репрессий.  Автор: скульптор Михаил Дзбоев. Установлена в 1999 году[10].
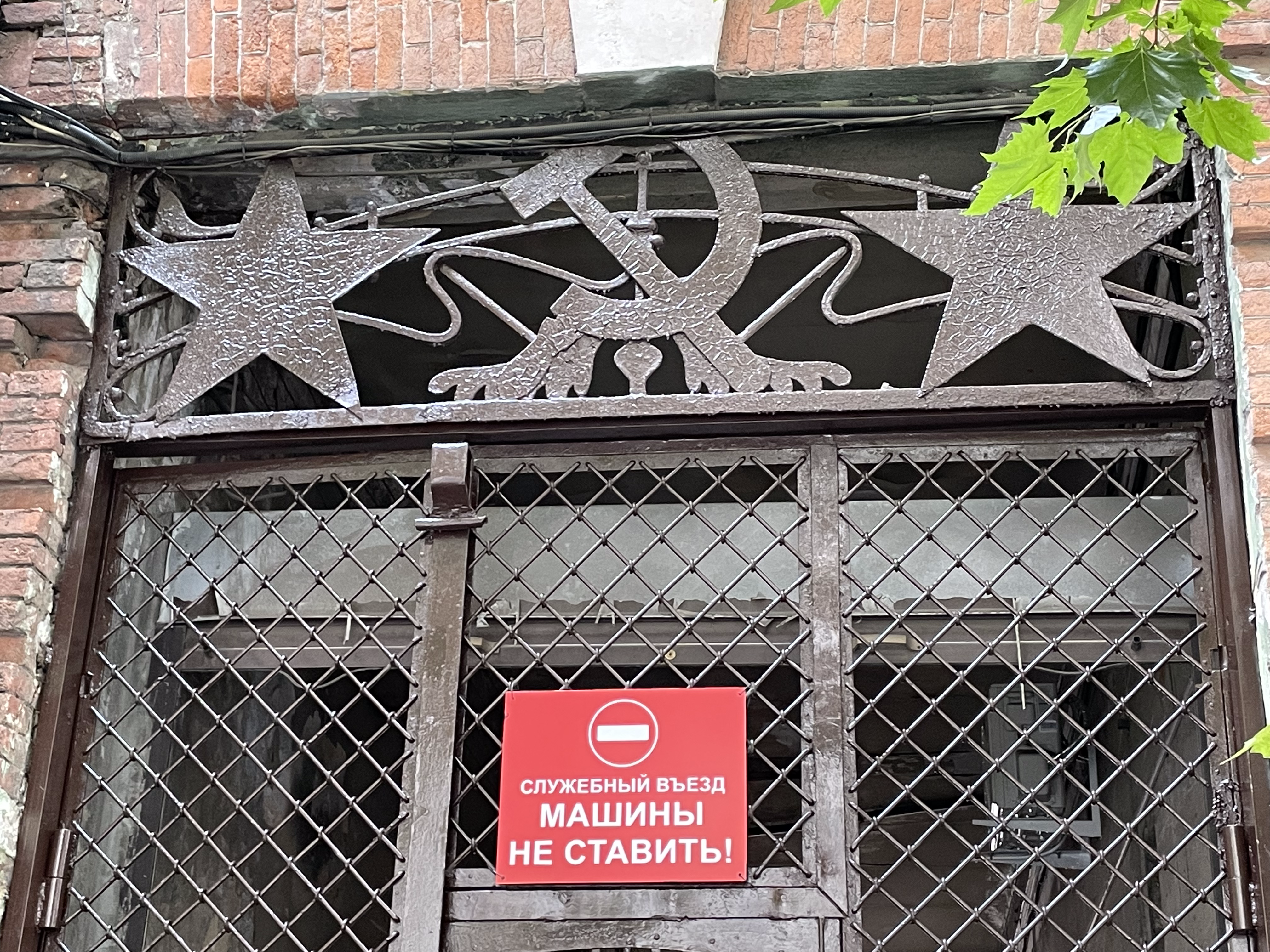
Верхняя часть ворот со стороны улицы Ленина. Советский символ Серп и молот укреплён на лапах российского двуглавого орла